# NGC 3256A
NGC 3256A (другие обозначения — ESO 263-34, AM 1023-432, PGC 30626) — галактика в созвездии Паруса.
Этот объект не входит в число перечисленных в оригинальной редакции «Нового общего каталога» и был добавлен позднее.